# أمبير ألين
أمبير ألين (21 أكتوبر 1975 بتشيليواك في كندا - ) هي لاعبة كرة قدم كندية في مركز الهجوم. شاركت مع منتخب كندا لكرة القدم للسيدات. أما مع النوادي، فقد لعبت مع Vancouver Whitecaps FC (women) ‏.

## وصلات خارجية
- أمبير ألين على موقع قاعدة بيانات كرة القدم.إي يو (الإنجليزية)